# Черепанов, Геннадий Петрович
Генна́дий Петро́вич Черепа́нов (8 января 1937 года, Владимирская область — 10 июля 2021 года, Майами) — советский и американский учёный в области механики разрушения и прикладной математики, доктор физико-математических наук, профессор, почётный академик Нью-Йоркской Академии наук (Honorary Life Member of the New York Academy of Sciences), почётный член Международного Конгресса по разрушениям (Honorary Fellow of the International Congress on Fracture), член Российского национального комитета по теоретической и прикладной механике. Поэт и публицист (под псевдонимом Гена Чер/Gena Cher).

## Биография
Родился в деревне Крутая Ляховского района Владимирской области в крестьянской семье. Его отец, Пётр Васильевич Черепанов, работал бухгалтером в колхозе, во время Великой Отечественной войны воевал в пехоте, командир батальона, капитан Красной Армии. Погиб в бою 29 ноября 1942 году под Великими Луками.
В 1960 году окончил Аэрокосмический факультет Московского физико-технического института (МФТИ), дипломная работа выполнена на кафедре теории упругости и пластичности В. В. Соколовского, научный руководитель Г. И. Баренблатт.
Занимался нахождением аналитических решений неодномерных упругопластических задач механики с неизвестной границей.
В 1962 году защитил кандидатскую диссертацию в МГУ, а в 1964 г. — докторскую диссертацию в Институте механики АН СССР (оппоненты Л. А. Галин, Ф. Д. Гахов, Д. И. Шерман и Н. В. Зволинский).
Работал старшим научным сотрудником Института механики / Института проблем механики АН СССР (1963—1969), профессором математики Московского горного института (сейчас — Горный институт НИТУ «МИСиС») (1969—1978 гг.), старшим научным сотрудником Московского научно-исследовательского института технологии бурения (1978—1987 гг.), заведующим лабораторией математического моделирования в Тихоокеанском океанологическом институте ДВО АН СССР во Владивостоке (1987—1990). Работал также консультантом в ИКИ АН СССР (Москва, 1967—1972) и в Научно-исследовательской Лаборатории Военно-морского флота США (Distinguished Research Fellow at the U.S. Naval Reseach Laboratory, Washington, D.C., 1998—1999).
Читал лекции по механике разрушения в МГУ на кафедре теории пластичности — первые в СССР по этой, новой тогда, дисциплине (Москва, 1967—1972). Слушателями этих лекций были Е. М. Морозов, В. З. Партон, В. Д. Кулиев, Г. И. Быковцев, В. М. Мирсалимов, А. Б. Каплун и другие известные впоследствии учёные.
В 1990 году эмигрировал в США, жил в Майами. С 1990 год по 1991 год работал в Гарвардском университете (Distinguished Research Associate in Solid Mechanics, Harvard University), с 1991 года по 1998 год профессор инженерной механики Международного университета во Флориде.
Член Российского национального комитета по теоретической и прикладной механике с 1972 года.
Г. П. Черепанов вошёл в список 2000 выдающихся учёных XX века, составленный «Международным биографическим центром» (International Biographical Center, Cambridge, UK). Он один из ста членов почётного клуба учёных Нью-Йоркской академии наук (Honorary Life Membership), избран 8 декабря 1976 года вместе с Лайнусом Полингом и Дьёрдем Пойа.
Умер 10 июля 2021 года в Майами.

## Научные интересы
Автор свыше трёхсот опубликованных научных работ в области механики разрушения, прикладной математики и физики, механики и физики твёрдого тела, а также химической технологии, изданных в разное время на русском и английском языках.
Ему принадлежит ряд фундаментальных результатов. Так, он предложил теорию фрекинга при течении нефти и газа в пластах. Нашёл точное решение одной нелинейной проблемы Римана-Гильберта и некоторых двумерных упруго-пластических задач. Дал теорию псевдоожижения сыпучих сред в потоке жидкости или газа. Точное решение плоской задачи конвективной теплопередачи и массообмена для произвольных профилей обтекания (совместно с А. А. Борзых) включается о в справочники по линейным уравнениям математической физики . Определил класс проблем теории упругости, в котором принцип Сен-Венана не справедлив. Предложил оптимальный дизайн конструкций, основанный на введенном им принципе равнопрочности, и нашёл ряд равнопрочных элементов конструкций. В теории плавания он обобщил закон Архимеда с учётом поверхностного натяжения жидкости. В электродинамике дал релятивистское обобщение закона Кулона для движущихся электрических зарядов (совместно с А. А. Борзых). В теории гравитации обобщил закон Ньютона на космологический эффект отталкивания и объяснил ускоренное расширение вселенной. Вывел закон качения круглых тел и исправил закон качения Кулона.
В честь Г. П. Черепанова назван инвариантный интеграл Эшелби-Черепанова-Райса, известный также как J-интеграл (J-integral) и Г-интеграл (Г-integral).
Основоположник современной механики разрушения, основанной на инвариантных интегралах, впервые введённых им в механике разрушения [1,16].
Участвовал в общественном движении за возрождение древнегреческой традиции состязания поэтов и дискуссии учёных на Олимпийских играх (не увенчавшегося успехом).

## Награды и премии
Лауреат премии Ленинского комсомола в области науки и техники за цикл работ по проблемам механики сплошной среды с неизвестной границей (1970), лауреат премии Фулбрайта (1999—2000).

## Научная библиография
1. Черепанов Г. П. Механика разрушения, Москва-Ижевск, ИКИ, 2012; 872 с.
2. Genady P. Cherepanov, Ed., «Fracture. A topical encyclopedia of current knowledge» , Malabar, Krieger, 1998, 870 p.
3. Genady P. Cherepanov «Methods of Fracture Mechanics. Solid Matter Physics», Dordrecht, Kluwer, 1997, 314 p.
4. Genady P. Cherepanov «Mechanics of Brittle Fracture», New York, McGrawHill, 1978, 950 p.
5. Механика разрушения горных пород в процессе бурения. М.: Недра, 1987. 307 с.
6. Механика разрушения композиционных материалов. М.: Наука, 1983. 296 с.
7. Упругопластическая задача. Новосибирск: Наука. Сиб. отделение, 1983. 238 с. (совместно с Б. Д. Анниным).[10]
8. Механика разрушения. М.: Машиностроение, 1977. 224 с. (совместно с Л. В. Ершовым).
9. Некоторые математические приложения в решении горнотехнических задач. Спец. главы высш. математики и их приложения в горном деле. Учебн. пособие. М.: Московский горный институт, 1977. 91 с. (совместно с Л. В. Ершовым).
10. Математические основы построения моделей работы горного массива. Учебн. пособие по разделам спец. курса высш. математики для студентов горн. спец. М.: Московский горный институт, 1977. 80 с. (совместно с Л. В. Ершовым).
11. Методы решения задач механики горных пород. Разд. спец. курса высш. математики для студентов горных специальностей. Учебн. пособие. М.: Московский горный институт, 1976. 94 с. (совместно с Л. В. Ершовым).
12. Контактные задачи в теории упругости. М.: Наука, 1975. (совместно с Л. А. Галиным, В. М. Александровым и др.).
13. Механика хрупкого разрушения. М.: Наука, 1974. 640 с.
14. Разрушение и усталость (ред. русского издания). М.: Мир, 1978. 484 с. (пер. Composite Materials. Ed. L.J. Broutman. V. 5. Academic Press, 1974).
15. Ильичев В. И., Черепанов Г. П. Об одном возможном последствии подземных ядерных испытаний // Доклады АН СССР. 1991. — Т.316, № 6. — С. 1367—1371.
16. Ильичев В. И., Черепанов Г. П. О возможном инициировании сильного землетрясения при помощи взрыва. Геофизика, ДАН СССР. 1990. -Т. 315, № 3. — С.576 — 579.
17. Genady P. Cherepanov, English Edition Editor: «Method of Discrete Vortices» by S. M. Belotserkovsky and I. K. Lifanov, CRC Press, London, 450pp (1993) ISBN 0-8493-9307-8
18. Genady P. Cherepanov, English Edition Editor: «Two-dimensional Separated Flows» by S. M. Belotserkovsky, V. N. Kotovski, M. I. Nisht and R. M. Fedorov, CRC Press, London, 290pp, (1993) ISBN 0-8493-9306-X
19. Genady P. Cherepanov, «A Neoclassic Approach to Cosmology Based on the Invariant Integral», Chapter 1 in: «Horizons in World Physics», Nova Science Publishers, New York, 220pp (2017) ISBN 978-1-63485-882-3
20. Genady P. Cherepanov, «Invariant Integrals in Physics», Springer Verlag, 2019, 260 pp. ISPN 978-3-030-28337-7 (eBook)

### другие сочинения
1. Гена Чер «Россиада» (2010) https://web.archive.org/web/20161001172221/http://inc.kursknet.ru/rossiad.htm
2. Гена Чер «Обман» (2009) https://web.archive.org/web/20120205084925/http://inc.kursknet.ru/fal.htm
3. Gena Cher «Monica and Bill poems by Gena Cher» (2008) … Wheatmark, USA ISBN 978-1-60494-029-9
4. INC Уголок поэзии https://sites.google.com/site/incpoetry
5. Гена Чер «Поэзия Древнего Египта», Издательские решения Ридеро, 454 с. (2017) ISBN 978-5-4490-1079-7

### Публицистика
- Черепанов Г. П. О дискуссиях и учёных //Мир человека. 2008. Том 8. № 4. С.151-185.  (недоступная ссылка)
- Черепанов Г. П. Научные сражения: Москва, 1960-е годы//Вестник Самарского государственного университета. 2009.№ 2(68). С. 198—220.